# Concordia (1864)
La goleta Concordia  fue un buque de guerra que sirvió en la Armada Argentina en tareas de control fluvial y como aviso durante la lucha contra la Rebelión Jordanista. 

## Historia
Buque de matrícula mercante, fue adquirido por el gobierno de la República Argentina e incorporado a su armada al mando del teniente José María Cordero el 19 de febrero de 1864. 
Existía aún en servicio un bergantín de igual nombre que cumplía funciones de guardacostas y había incluso estado al mando de José María Cordero.
Construida en el Litoral argentino, se trataba de una pequeña goleta de velacho de 18 m de eslora, 5.5 de manga, 2.8 de puntal, un calado de 1.5 m y 75 t de desplazamiento. Era tripulada por 7 hombres (comandante, patrón contramaestre y 5 marineros) y montaba un cañón de a 18 a proa.
Con apostadero habitual en Concepción del Uruguay operó hasta 1866 en tareas de vigilancia fluvial. Ese año pasó sin comando militar al Riachuelo para efectuar reparaciones.
Finalizadas, regresó al río Uruguay siempre a cargo de un patrón contramaestre. Con apostadero variable (Concordia, Concepción, Gualeguaychú), continuó operando en tareas de vigilancia hasta julio de 1873 cuando fue afectada como aviso al servicio de la escuadra en operaciones contra la segunda revolución de Ricardo López Jordán al mando del teniente Constantino Jorge.
En 1875 pasó al mando del subteniente Atilio Barilari, participando de la represión del tercer intento del caudillo entrerriano. No existen referencias posteriores respecto de esta nave.